# Вулиця Сталеварів (Запоріжжя)
Вýлиця Сталевáрів — вулиця в центральній частині міста Запоріжжя, розташована у Вознесенівському районі. Розпочинається на перетині вулиці Заводської та вулиці Олександра Пивоварова і закінчується біля Запорізького державного медичного університету. Протяжність вулиці — 2,5 км, з них 250 метрів становить пішохідна частина вулиці.
Вулиця Сталеварів перетинає:
- вулицю Рекордну
- вулицю Незалежної України
- проспект Соборний
- вулицю Леоніда Жаботинського
- вулицю Патріотичну
- вулицю Перемоги.

## Історія
Це її сучасна назва, але ця вулиця існувала за часів Вознесенки. До 1921 року всі вулиці в селі були безіменними. А потім права частина вулиці Сталеварів, там, де нині знаходиться Центральний ТЦК та СП, мала назву Баранова, а ліва — Челюскіна, на честь російського мореплавця. Вулиця Челюскіна перебувала в третьому кварталі села (завдожки декілька кілометрів), а вулиця Баранова — у четвертому кварталі.
Вулиця Челюскіна перетинала сучасні вулицю Сталеварів, проспект Маяковського і закінчувалася поблизу Палацу спорту «Юність». У Вознесенці були розташовані дві сільські школи, які перейменовані після революції в трудові. Після входження Вознесенки до складу Запоріжжя школи стали міськими. Обидві школи перебували на території вулиці Челюскіна, відстань між ними було трохи більше сотні метрів. Між цими школами розташовувалися житлові будинки і цвинтар.
Перша сільська школа була побудована в 1890 році і була цегляної, двоповерховою, розміром 28х13 метрів. Капітальний ремонт школи був зроблений 1926 року. Ця школа проіснувала до 1943 року доки, при відступі німців, вона була підірвана. Зараз на її місці побудована музична школа № 2 за адресою: вул. Сталеварів, 17.
Історія другої трудової школи не менш цікава. До того ж збереглися матеріальні докази її існування. Загальна площа шкільної території становила 5 829 м². З них 800 метрів займав сад. На цій території перебувала одноповерхова школа розміром 35х11 метра. Приміщення школи було збудовано 1912 року. У 1930-х роках до школи підвели водогін і встановили у дворі колонку, нею користувалися і жителі навколишніх будинків. Навесні 1928 року над селом пронісся величезної сили ураган, який повністю зірвав дах зі школи, будинки для вчителів. В терміновому порядку була скликана комісія на чолі голови сільської ради В. К. Драного, члена третього кварталу В. К. Сироватко, директора школи Гребенюка та представника громадськості Запоріжжя М. П. Левіна. Комісія постановила ремонт школи провести за рахунок громадськості Запоріжжя. Так у 1930-ті роки з'явилася перейменована загальноосвітня школа № 26 міста Запоріжжя.
У 1958 році, у зв'язку із забудовою Орджонікідзевського (нині — Вознесенівського) району, було знесено третій квартал села Вознесенки разом зі школою № 26. З усього шкільного комплексу вціліло і зберіглося до сучасності лише будівля будинку вчителів за адресою: вул. Сталеварів 23-А. З моменту будівництва та на теперішній час зовнішній вигляд будівлі не змінився. Нині в цій будівлі знаходиться ділянка «Зеленгоспу». Цю будівлю можна по праву назвати самим найстарішим будинком, збереженому у Вознесенівському районі міста. Від величезного саду площею 800 м² залишилося лише одне абрикосове дерево у дворі будинків по вулиці Сталеварів, 25, 25-А та вулиці Перемоги, буд. 57, 59. Саме у дворі цих будинків і розташовувалося будівля другої трудової, а згодом школи № 26.
На початку квітня 1974 року розпочинається будівництво ще одного підземного переходу на центральному проспекті Запоріжжя — на його перетині з вулицею Сталеварів, яке тривало майже рік. Одночасно починається і реконструкція вулиці Сталеварів — на ділянці від вулиці Правди (нині — Леоніда Жаботинського) до вулиці 40 років Радянської України (нині — вулиця Незалежної України), яка була перетворена на парково-пішохідну вулицю з облаштуванням квітників та висадженням декоративних дерев. Після виконання цих робіт загальна ширина тротуарів досягла 11,5 метра.
20 січня 1975 року відкрито підземний пішохідний перехід на перетині Соборного проспекта (тоді — просп. Леніна) та вулиці Сталеварів. Це був третій підземний пішохідний перехід в місті Запоріжжя. Перший був відкритий у 1969 році біля універмагу «Україна», а другий — у 1971 році по вулиці Анголенка.
10 лютого 2002 року розпочалися роботи з реконструкції «Стометрівки» на ділянці вулиці Сталеварів від проспекту до вулиці 40 років Радянської України (нині — вул. Незалежної України). До того тут багато років  вирувала торгівля. Відома в місті «Стометрівка» з 1990-х років була суцільним торговельним рядом із понад шістьма десятками кіосків. Місцева влада наважується знести увесь той кіосковий «шанхай»! Своє рішення команда мера Запоріжжя Олександра Поляка аргументує так: «На Сталеварів торгують незаконно, без ліцензій, не сплачують податків на мільйони гривень». До того ж скаржились і мешканці навколишніх будинків — на антисанітарію, безлад та кримінал під їх вікнами.
Міський голова Олександр Поляк казав:
|  | Тут має бути вулиця, а не базар! Те що вона веде до ринку не означає, що вона повинна стати його частиною. |

До завершення реконструкції вулиці Сталеварів Олександр Поляк не дожив. Реконструкція вулиці тривала півтора роки. 24 серпня 2003 року відкрита оновлена вулиця Сталеварів вже іншим міським головою Євгеном Карташовим.

## Об'єкти

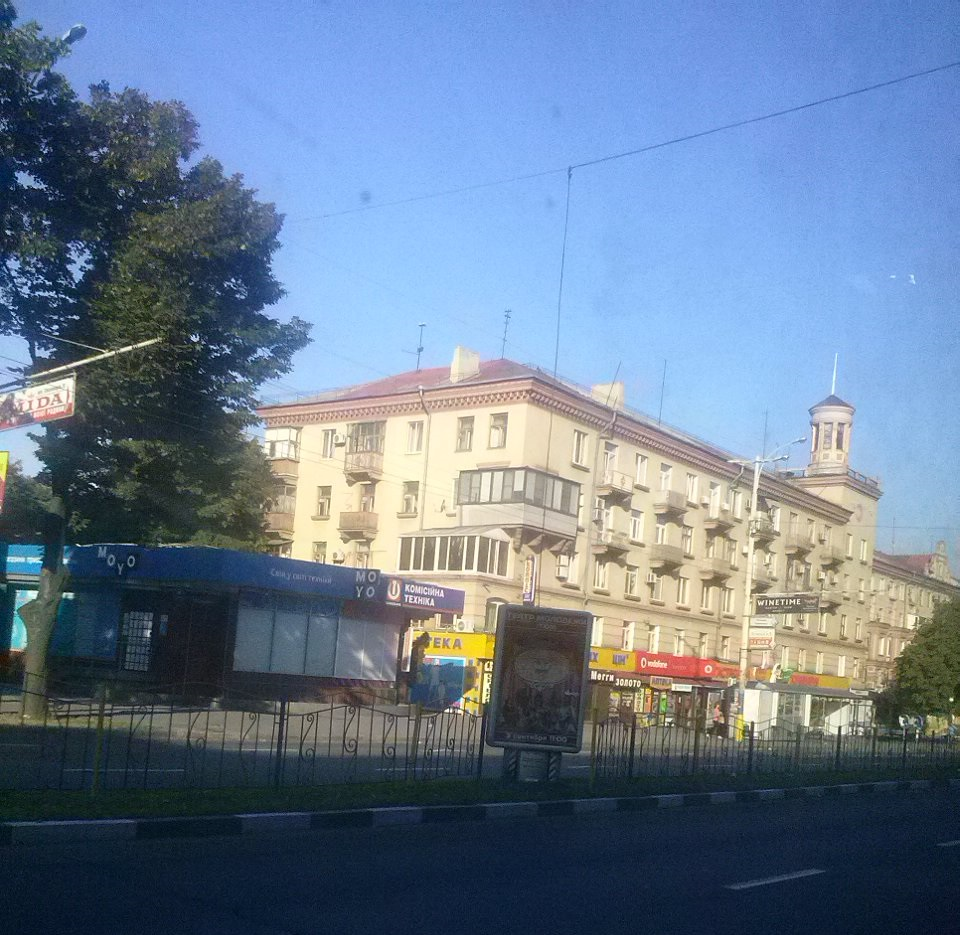
Підземний перехід та зупинка міського транспорту на проспекті Соборному «Вул. Сталеварів»

- Будинок № 3-А — страхова компанія «Unives»
- Будинок № 8-А — «Індустріалбанк», відділення № 9
- Будинок № 12-А — кафе
- Будинок № 14-А — меблевий салон «Клас!»
- Будинок № 17 -  ЗДМШ 2
- Будинок № 19 — гуртожиток треста «Запоріжбуд»
- Будинок № 20 — Центральний об'єднаний ТЦК та СП
- Будинок № 21-Б —  гімназія «Алеф» (початкова)
- Будинок № 23-А — дільниця «Зеленгосп» Вознесенівського району
- Будинок № 27 — «Надра Банк»
- Будинок № 28 — Запорізький обласний центр СНІД (поліклінічне відділення)
- Будинок № 29 — школа «Основа»
- Будинок № 31 — навчальний корпус № 2. Приймальна комісія
- Будинок № 31-А — студентський гуртожиток № 4
- Будинок № 34 — КУ «Міська лікарня № 6»
- Будинок № 36 — гуртожиток № 3 ЗДМУ
- Будинок № 36А — ветеринарна клініка «Друг»
- Будинок № 38 — гуртожиток № 2 ЗДМУ
- Будинок № 40 — гуртожиток № 1 ЗДМУ

## Цікаві факти
- Під час зйомок фільму Весна на Зарічній вулиці Микола Рибников займав кімнату в гуртожитку неподалік від вулиці Сталеварів[9].
- На цій вулиці до 1972 року мешкав відомий запорізький сталевар, прототип головного героя Олександра Савченка у фільмі Весна на Зарічній вулиці — Пометун Григорій Костянтинович[10].
- Перехрестя вулиці Сталеварів і проспекту Соборного, в народі має назву Париж на честь кафе «Маленький Париж» (в цьому приміщенні нині знаходиться відділення ПриватБанку[11]).
- Уродженець Запоріжжя Юрій Каплан написав пісню під назвою «Улица Сталеваров», з альбому «Часть чего-то большего» гурту «Валентин Стрыкало».